# Dieter Ungewitter
Dieter Ungewitter (* 3. Januar 1951 in Heilbronn) ist ein ehemaliger deutscher Fußballspieler.

## Karriere
Ungewitter spielte in der Jugend des VfR Heilbronn und der Amateurmannschaft des VfB Stuttgart, mit der er 1971 im Endspiel um die Deutsche Amateurmeisterschaft stand. Von den Amateuren des VfB wechselte Ungewitter 1971 zu Eintracht Frankfurt. Für die Eintracht absolvierte er unter Trainer Erich Ribbeck sieben Spiele in der Bundesliga. Sein Debüt gab er am 1. Spieltag der Saison 1971/72 bei der 5:1-Niederlage gegen den Hamburger SV. Nach der Spielzeit wechselte er in die Regionalliga zum SV Darmstadt 98. In der Südstaffel errang er mit seiner Mannschaft den Meistertitel. In der anschließenden Aufstiegsrunde kam er zu zwei Einsätzen. Darmstadt scheiterte an Rot-Weiss Essen und blieb in der Regionalliga. Im folgenden Jahr, es war das letzte der zweitklassigen Regionalliga, wurde die Qualifikation für die 2. Bundesliga erreicht. Ungewitter verließ Darmstadt und spielte noch für den FC 08 Villingen und den VfR Mannheim.